# Britsko-sovětská invaze do Íránu
Britsko-sovětská invaze do Íránu byla společnou akcí britských vojsk a sovětské Rudé armády proti Íránu za druhé světové války. Skončila jasným vítězstvím Spojenců a následnou téměř 5 let trvající okupací Íránu. Spojenci si tím zajistili zásoby íránské ropy, transíránskou železnici potřebnou pro zásobování SSSR Brity a eliminovali případné ohrožení sovětských jižních, britskoindických západních hranic a Brity okupovaného Iráku.

## Průběh kampaně

### Akce britských jednotek
Íránské tažení začalo ráno 25. srpna, kdy britská flotila zaútočila na íránské lodě ve strategických přístavech Abadán a Chorramšahr. Britská šalupa HMS Shoreham potopila íránskou šalupu Palang v Abadánu a australská šalupa HMAS Yarra potopila íránskou šalupu Babr v Chorramšahru. Zajaty byly také dvě íránské strážní lodě (později předány indickému námořnictvu) a další menší plavidla.

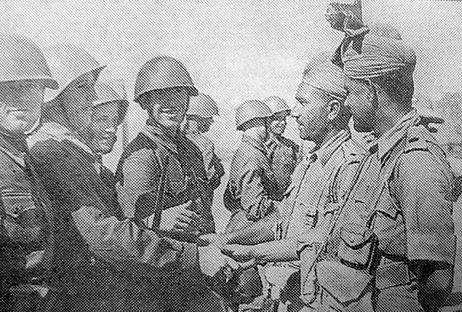
Britští a sovětští vojáci v Íránu, 1941

Ve stejnou dobu britské pozemní síly vstoupily do Íránu ze dvou stran. Jedna kolona zaútočila z iráckého města Al Tanuma jižně od Basry. Tvořila ji 8. indická pěší divize. Mířila do Chorramšahru, pohraničního města, kde byla umístěna velká íránská posádka. Díky překvapivému útoku na bajonety byli Íránci po krátké, ale urputné bitvě v ulicích města nuceni kapitulovat. Tehdy byl zabit admirál Beyender, vrchní velitel íránského námořnictva, spolu s řadou vojáků. Na britské straně byli zabiti 2 důstojníci a ztráty mezi vojáky činily asi 20 lidí. Na druhé straně dva prapory 24. indické pěší brigády z 8. pěší brigády - po překročení řeky Šatt al-Arab dobyli Abadán, což byla ropná rafinérie, bez odporu. Malé síly (prapor indického 10. pěšího pluku Baluch) přistály z australského pomocného křižníku (ozbrojené obchodní lodi) HMAS Kanimbla také u Bandar e-Šachpur, aby zajistily přístav a ropný terminál. Zajali 2 malé dělové čluny „Karkas“ a „Chahbaz“. V přístavu bylo 8 italských a německých obchodních lodí, z nichž 1 byla potopena vlastní posádkou. Zbytek zajistili indičtí vojáci. 25. srpna britské jednotky dobyly také Kasr Šeich, kde zajaly mj. 2 děla a 3 obrněné vozy a odvezli asi 350 zajatců. 28. srpna dosáhl 8. indický DP Ahváz.
Na severu od iráckého města Chanakin zaútočila na území Íránu britská kolona, jejíž hlavní součástí byla 10. indická pěší divize, rozdělená do 3 bojových skupin. Zamířila k ropným polím Naft-i-Šah a městům Kermanšach a Hamadán. 27. srpna byly íránské pozice dobyty v průsmyku Paitak v pohoří Zagros, v noci jej Íránci opustili. Byli „bránou“ do centrálního Íránu. Část sil byla nasměrována na jihovýchod a zmocnila se ropných polí Naft-i-Shah poté, co zlomila odpor malého oddílu íránských jednotek. Další kolona (skládající se z 13. pluku mechanizovaných kopiníků a Warwickshire Yeomanry Regiment), operující v hornaté části země, po krátké, ale urputné bitvě vzala asi 2000 íránských vojáků na náhorní plošině východně od města Gilan. Pak následoval Šahabad. Útok na Kermanšáh plánovaný na 28. srpna byl odložen, protože obránci zahájili rozhovory o kapitulaci.
Výše popsané akce byly podporovány ze vzduchu Královským letectvem, které útočilo na íránské letecké základny a komunikační linky a podporovalo pozemní síly. Většina íránských letadel byla zničena na zemi (např. na základně v Ahvázu kolem 12).

### Akce sovětských jednotek

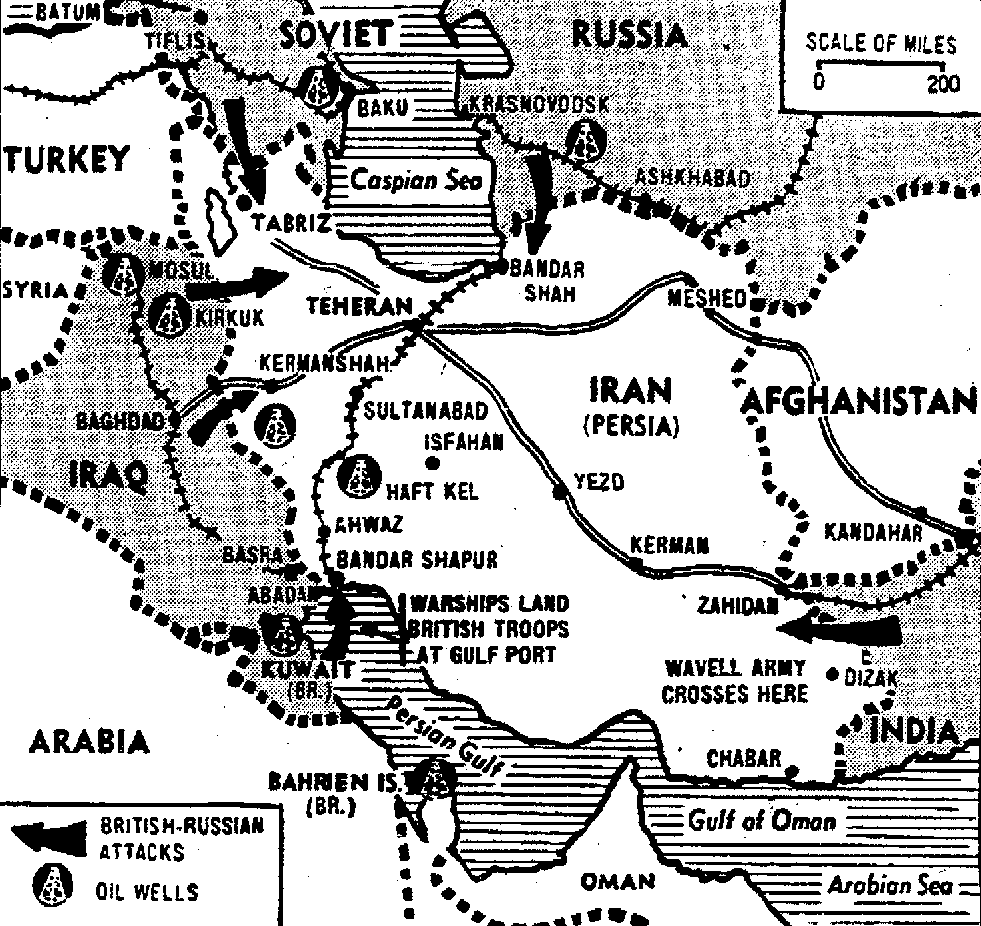
Mapa s vyznačenými směry invaze, 26. srpna 1941

Síly Rudé armády, vržené proti Íráncům, byly rozhodně silnější než oni. Proto byl postup sovětských vojsk rychlý. Prvním cílem bylo město Maku. 25. srpna byl silně bombardován (zahynulo několik stovek civilistů), načež do něj pozemní síly bez odporu vstoupily. Íránské jednotky hodlaly vzdorovat, ale nakonec ustoupily na jih. Vyloděním bylo obsazeno Bandar-e Pahlavi na pobřeží Kaspického jezera. Tehdy sovětská letadla a válečné lodě omylem střílely na vlastní pěchotu. 26. srpna byly obsazeny vesnice Lissar, Ardabíl, Tabríz a Dilman. Letectvo bombardovalo letiště v Chalusu u Kaspického moře, načež Sověti zamířili na Mianeh. Narazili na malý odpor íránských jednotek, ale rychle ho zlomili. Do 28. srpna dosáhli Zandžánu.

### Příměří a rozdělení země
28. srpna nařídil Reza šáh Pahlaví svým vojákům zastavit odpor a vyhlásil příměří. Během 30. a 31. srpna se britské a sovětské jednotky setkaly v Senna a Qazvin. 6. září přinesla souhlas íránské vlády s britskou okupací jihu a sovětskou okupací severu země. Němci podezřelí ze špionážní činnosti měli být vyhnáni z Íránu a železnice používané k přepravě vojenského materiálu a vybavení do SSSR v rámci zákona Lend-Lease.
Kvůli nesplnění určitých požadavků však britská a sovětská vojska pokračovala v pochodu hluboko do Íránu a hrozilo, že obsadí Teherán. V noci z 15. na 16. září sovětský rozhlas obvinil Íránce z nečestných úmyslů, „neodpustitelné pomalosti“ a neochoty vyhnat nacistické agenty ze země. Následujícího dne Rezá šáh Pahlaví na mimořádném zasedání parlamentu abdikoval ve prospěch svého syna Mohammada Rezá Pahlavího, a poté uvězněn Brity, deportován do Jižní Afriky, kde zemřel ve vězení v roce 1944. 17. září vstoupila do Teheránu britská a sovětská vojska společně, čímž zpečetili dvojitou okupaci země.
Během okupace Íránu došlo k masivnímu zabavení íránských zásob potravin okupanty, což mělo za následek hladomor a smrt mezi civilním obyvatelstvem. Hladové demonstrace byly potlačeny jednotkami hlásícími se ke spojencům, které zabily několik demonstrantů. Okupační úřady také vedly ke vzniku hyperinflace a následně k finančnímu krachu chudší a střední třídy společnosti. Sovětské úřady také konfiskovaly majetky. Po skončení druhé světové války se britské jednotky formálně stáhly z Íránu (ve skutečnosti zůstaly chránit Anglo-Persian Oil Company), zatímco Rudá armáda zůstala na jejím území až do května 1946, kdy se stáhla v důsledku tzv. íránské krize. Sověti před stažením vytvořili v severozápadní provincii dva loutkové státy – Ázerbájdžánskou lidovou republiku a Kurdskou lidovou republiku, po odchodu sovětských vojsk z Íránu se však oba státy rychle zhroutily.